# Волкова Юлія Олександрівна
Юлія Олександрівна Волкова (нар.. 29 листопада 1979 року) — українська і російська тхеквондистка.

## Життєпис
Юлія Волкова народилась 1979 року.
Вона тренувалася в Києві в школі М. О. Матулевськиого та Л. Я. Солоділіна.
Майстер спорту міжнародного класу з ушу. Срібна та бронзова призерка чемпіонатів Європи 1997 року в місті Рим (Італія), чемпіонка Європи у вправі зі списом 1999 року в м. Афіни (Греція).
У 2000 році почала займатися тхеквондо (ВТФ). Тренувалася у О. Є. Єфименко. У 2003 році виконала норматив майстра спорту.
У 2003—2005 роках жила і працювала в місті Севастополь, виступала за севастопольську ШВСМ (тренери — А. М. Гросс та А. В. Пироженко). У 2005—2014 роках проживала в Запоріжжі і тренувалася під керівництвом Заслуженого тренера України Юрія Бабака та Синг Кі Хонга (Хорватія).
У 2008 році виконала норматив майстра спорту міжнародного класу, вигравши турнір класу «А» «Відкритий чемпіонат Іспанії» у ваговій категорії до 47 кг.
З 2005 по 2014 роки була членом збірної команди України. У 2008 році вперше в історії українська жіноча збірна з тхеквондо (ВТФ) стала бронзовим призером командного чемпіонату Європи в місті Конья (Туреччина), правда, тільки після поданого протесту. У 2010 році Юлія Волкова завоювала бронзу особистого чемпіонату Європи в місті Санкт-Петербург (Росія) і бронзу командного чемпіонату Європи в м. Баку (Азербайджан). У квітні 2011 року була удостоєна звання Заслужений майстер спорту України .
Юлія Волкова стояла біля витоків розвитку пара-тхеквондо в Україні. В 2013—2014 роках вона працювала старшою тренеркою збірної України з пара-тхеквондо. За підготовку триразової чемпіонки світу з пара-тхеквондо Вікторії Марчук (2012,2013, 2014 рр.) першою в Україні була удостоєна звання Заслужений тренер України з пара-тхеквондо.
Семиразова чемпіонка України в особистому заліку (2005, 2007, 2008, 2009, 2010, 2012, 2013 рр.).
З 2014 року живе і працює в місті Казань (Республіка Татарстан).